# روبرت برادفورد
روبرت برادفورد (29 أبريل 1952 - ) (بالإنجليزية: Robert Bradford)‏ هو لاعب كريكت بريطاني.